# Daniel Simberloff
Daniel Simberloff, né le 7 avril 1942, est un écologue,  biologiste et entomologiste américain. Son domaine d'intervention est la biogéographie qui fut l'objet de sa thèse de Doctorat. Il est Professeur de Science environnemental à l’université du Tennessee.

## Biographie
Il a passé son enfance en campagne en Pennsylvanie où il était fasciné par la nature. À l’âge de 11 ans, il déménagea à New York et plus tard il étudia au «Harvard College» et obtint un majeur en mathématiques. Lors de ses études en mathématiques, alors qu’il suivait un cours de biologie, il commença à douter qu’une carrière en mathématiques était ce qui lui convenait le mieux. Il s’informa à propos des études graduées en biologie et appris qu’il pouvait directement y accéder. Frank Carpenter lui conseilla de consulter Edward Osborne Wilson entomologiste et myrmécologue (spécialiste des fourmis), Professeur à Harvard   comme potentiel directeur de recherche et Daniel Simberloff entreprit son doctorat sous sa direction. Selon ses dires, E.O. Wilson lui a appris énormément sur la biologie et lui enseigna que les mathématiques étaient cruciales à l’avancement de la biologie. 

Pour son doctorat, il fut le premier à tester la théorie de la biogéographie des îles («island biogeography») fondée par Edward O. Wilson et Robert MacArthur,,. En 1968, après l’obtention de son doctorat, il devint professeur/chercheur à l'université d’État de Floride où il demeura jusqu’en 1997.
Depuis ce temps, il occupe le poste de « Gore Hunger Professor of Environmental Science » à l’université du Tennessee, où il dirige l’« Institute for Biological Invasions ». Il est l’auteur d’environ 400 publications scientifiques, dont plusieurs ont eu un impact majeur dans les domaines de l’écologie et de la conservation.
Il a été président de la « American Society of Naturalists » et a été membre du « National Science Board » de 2000 à 2006. Il a reçu la distinction d’écologue éminent (Eminent Ecologist Award) en 2006 de l’« Ecological Society of America ».

## Principales contributions scientifiques

### Biogéographie des îles
Lors de son doctorat, Daniel Simberloff fut le premier à tester de façon expérimentale la théorie de la biogéographie des îles développée quelques années auparavant par son directeur Edward O. Wilson et Robert MacArthur. Pour ce faire, de petites îles constituées de quelques mangroves furent fumigées avec du bromure de méthyle, éliminant les populations d’arthropodes. La recolonisation de ces îles fut ensuite suivie pendant un an permettant de déterminer les taux d’invasion et d’extinction des espèces ainsi que de développer des modèles de colonisation. Entre autres, cette étude et d’autres qui suivirent permirent de développer le concept de nombre d’espèce à l’équilibre et de vérifier l’influence de la taille des îles et de leur distance par rapport à l’écosystème source sur leur colonisation,.

### Tests statistiques et modèles aléatoires
Daniel Simberloff attisa plusieurs controverses à ses débuts. En outre, il mit en doute l’importance de la compétition comme force importante dans la structuration des communautés biologiques. En effet, en utilisant des modèles aléatoires, il démontra que de nombreuses théories généralement expliquées par la compétition ne différaient pas de patrons créés de façon aléatoire. Par exemple, le nombre d’espèces par genre (S/G) plus bas des îles par rapport à leur écosystème source était expliqué par le fait que la compétition intra genre limitait la coexistence d’espèces apparentées sur de petites îles. Cependant, il montra que ce ratio était en fait plus élevé que ce qui serait attendu par une sélection au hasard d’espèces de l’écosystème source et que le ratio plus bas qui était observé était seulement dû à la quantité inférieure d’espèces présentes sur les îles. En 1979, avec son étudiant E.F. Connor, il utilisa le même type de raisonnement pour montrer que les observations utilisées comme argument pour soutenir les règles d’assemblage (« assembly rules »), idée avancée par Jared Diamond selon laquelle certaines combinaisons d’espèces sont instables dû à la compétition et ne sont jamais observés pour cette raison, pouvaient être produites de façon stochastique.
Ce même Jared Diamond publia en 1975 un article dans lequel il était argumenté qu’une grande réserve naturelle serait plus efficace que plusieurs petites afin de protéger la diversité des espèces. Daniel Simberloff et Lawrence G. Abele  soutinrent de leur côté que les connaissances en biogéographie ne supportaient pas cette conclusion et que plusieurs petites réserves pourraient même permettre de préserver plus d’espèces sous certaines conditions. Ceci donna lieu à un débat houleux connu sous l’acronyme anglophone SLOSS pour « Single Large Or Several Small ». Daniel Simberloff et Lawrence G. Abele furent accusés de nuire aux efforts de conservation par plusieurs auteurs. Ceux-ci se sont défendus en disant qu’ils ne faisaient pas un plaidoyer pour l’une des positions, mais plutôt que la théorie de la biogéographie des îles était neutre par rapport au ratio espèce/superficie et que la diversité des habitats était aussi important que la taille pour la conservation.

### Les espèces invasives
Daniel Simberloff a beaucoup travaillé à l’étude des espèces invasives. C’est d’ailleurs lui et son étudiante B. Von Holle qui ont créé l’expression « invasional meltdown », qui est utilisée dans la littérature scientifique pour décrire comment une espèce introduite peut parfois faciliter l’invasion d’autres espèces non-indigènes, menant ainsi à une accélération des impacts négatifs sur l’habitat.
Son travail sur les espèces invasives l’a également amené à critiquer les politiques permettant l’introduction de nouvelles espèces aux États-Unis, qu’il considère inadéquates à réellement évaluer le danger. Il a aussi critiqué les faibles exigences requises pour introduire de nouvelles espèces à des fins de contrôle biologique. Dernièrement, il a déploré que le manque de connaissance biologique serve d’excuse à l’inaction face aux espèces invasives. Il soutient qu’une action rapide par des moyens chimiques et/ou mécaniques est souvent suffisante pour éliminer de potentielles pestes si elle est entreprise rapidement.

### Déplacement de caractère, biométrie
Daniel Simberloff a également beaucoup travaillé avec Tamar Dayan de l’université de Tel Aviv sur les déplacements de caractères. Le déplacement de caractères est le phénomène par lequel des différences entre espèces sont accentuées dans les zones où les espèces cohabitent (sympatrie) et diminuées ou inexistantes dans les régions où seulement une des espèces est présente (allopatrie). Entre autres, ils ont montré que les caractères liés à l’alimentation étaient souvent des descripteurs efficaces chez des groupes de mustélidés, de félins, de canidés et de rongeurs,,. Daniel Simberloff fut également l’un des premiers à utiliser des tests statistiques rigoureux dans les analyses de déplacement de caractères, un élément maintenant essentiel dans le domaine.